# Lago Caddo
O lago Caddo é um lago e bayou situado nos estados do Texas e Luisiana, nos Estados Unidos. Tem 103 km2 de área e o seu nome deve-se à tribo ameríndia autóctone (os Caddo ou Caddoans, expulsa do local no século XIX). É uma zona protegida internacionalmente pela convenção de Ramsar, e nas suas margens encontra-se a maior floresta de ciprestes dos Estados Unidos e uma das maiores do mundo.
O lago Caddo é o segundo maior lago do sul dos Estados Unidos, mas uma barragem construída no século XX alterou a sua extensão.
Nas suas proximidades ficam as localidades de Karnack (Texas), Mooringsport (Luisiana), Oil City (Luisiana), Swansons Landing (Texas) e Uncertain (Texas).